# Villedieu-lès-Bailleul
Villedieu-lès-Bailleul é uma comuna francesa na região administrativa da Normandia, no departamento Orne. Estende-se por uma área de 4,66 km². Em 2010 a comuna tinha 220 habitantes (densidade: 47,2 hab./km²).